# Elaine (Arkansas)
Pour les articles homonymes, voir Élaine.
Elaine est une ville du comté de Phillips en Arkansas.
Sa population était de 865 habitants en 2000.
C'est dans cette ville que s'est produit en 1919 le massacre d'Elaine, un des conflits raciaux les plus meurtriers de l'histoire des États-Unis.

## Démographie
| 1920 | 1930 | 1940 | 1950 | 1960 | 1970  |
| ---- | ---- | ---- | ---- | ---- | ----- |
| 377  | 511  | 634  | 744  | 898  | 1 210 |

| 1980 | 1990 | 2000 | 2010 | - | - |
| ---- | ---- | ---- | ---- | - | - |
| 991  | 846  | 865  | 636  | - | - |